# 기생병
기생병(寄生病, parasitic disease), 기생충병(寄生蟲病)은 기생물에 의해 발생되거나 전이되는 감염병이다. 기생병은 식물과 포유류를 포함한 실질적으로 모든 생물에 영향을 줄 수 있다. 기생병을 연구하는 학문을 기생충학이라 부른다.

## 병인
병인으로는 포유류의 경우 오염된 물이나 음식, 벌레 물림, 성 접촉이 있다. 오염된 물을 마시면 람블편모충속에 감염될 수 있다.
기생충들은 피부나 입을 통해 몸으로 들어가는 것이 보통이다. 개와 고양이는 여러 기생충들에게는 숙주가 되므로 애완동물과의 가까운 접촉은 기생병으로의 감염을 초래할 수 있다.

## 증상
기생병으로 인한 증상은 늘 분명한 것은 아니다. 그러나 이러한 증상들은 빈혈이나 호르몬 결핍으로 보일 수 있다. 일부 기생충의 침입으로 인한 증상들 중에는 항문이나 질 주위의 가려움, 복통, 체중 감소, 식욕 증가, 장폐색, 설사, 구토 (탈수로도 이어질 수 있음), 수면 문제, 토나 대변 내 기생충 존재, 빈혈, 근육이나 관절 통증, 불안, 알레르기, 피로 등을 동반할 수 있다. 이러한 증상들은 폐렴이나 식중독으로 오인되기도 한다.

## 같이 보기
- 바베시아증

## 참조
1. ↑  “Parasitic Diseases”. 2010년 7월 7일에 확인함.
2. ↑  “Parasite Infection and Parasite Treatment”. 2010년 7월 10일에 원본 문서에서 보존된 문서. 2010년 7월 7일에 확인함.
3. ↑  “Parasitic Diseases”. 2010년 10월 14일에 원본 문서에서 보존된 문서. 2010년 7월 7일에 확인함.